# Somsak Jeamteerasakul
Somsak Jeamteerasakul (thaï : สมศักดิ์ เจียมธีรสกุล; rtgs : Somsak Chiamthirasakun) est un universitaire et historien thaïlandais, né le 22 juin 1958. Ancien professeur à la Faculté des arts libéraux de l'Université Thammasat, son domaine académique est la politique contemporaine. Il s'intéresse particulièrement à l'histoire thaïlandaise récente, à partir de 1930. Il est notamment connu pour son engagement politique en opposition à la monarchie thaïlandaise et son combat contre le crime de lèse-majesté. Il vit en France en tant que réfugié politique depuis 2015.

## Biographie

### Études
Somsak Jeamteerasakul est né le 22 juin 1958. Il est diplômé du lycée Suankularb Wittayalai et de l'Université Thammasat. Docteur en histoire, sa thèse Le mouvement communiste en Thaïlande a été publiée en 1991.

### Mouvement étudiant
Son engagement politique remonte à ses années passées à l’Université de Thammasat où il était l’un des leaders des instances représentatives étudiantes. À la suite du massacre du 6 octobre 1976 (46 morts, 167 blessés) perpétré par les forces gouvernementales contre des manifestants, la plupart des étudiants de l’Université Thammasat, Somsak Jeamteerasakul a été incarcéré pendant 2 ans pour son rôle en tant que leader de l’opposition étudiante. 

### Engagement politique
Au cours des années 1990 et au début des années 2000, Somsak Jeamteerasakul s’est notamment intéressé au rôle de la monarchie dans la politique thaïlandaise. Sa critique s’est portée essentiellement sur les rois Rama VII et Rama IX, et leur rôle pour empêcher le développement de la démocratie en Thaïlande. À cette époque, les groupes ultra-royalistes et royalistes l'ont accusé de vouloir renverser la monarchie. Somsak Jeamteerasakul a nié l'accusation dans un communiqué de presse dans lequel il déclare explicitement :« Tout mon travail et mes prises de paroles publiques vont dans le sens de la continuation de la monarchie ».

En 2010, Somsak Jeamteerasakul a publié huit propositions pour modifier la monarchie thaïlandaise. Parmi elles, une suggestion proposait de supprimer un article de la Constitution Thaïlandaise qui parle du roi comme « intronisé dans une position de culte vénéré ». Une autre proposition appelle à l'abolition des « relations publiques unilatérales et des activités éducatives liées à la monarchie ». Somsak Jeamteerasakul préconise l'abolition du Conseil privé de Thaïlande et l'abolition du Bureau de la propriété de la Couronne. Selon les estimations, ce dernier détient environ 37 milliards de dollars US qui, selon la loi thaïlandaise, peuvent être dépensés « au bon plaisir du roi ». Somsak Jeamteerasakul préconise également l'abolition de l'article 112, dit « loi de lèse-majesté », du code pénal thaïlandais. Il qualifie ce dernier de « contraire aux principes démocratiques et même au bon sens. ».
En mars 2020, Somsak Jeamteerasakul est le premier à révéler l'information que, pendant la pandémie de Covid-19, le roi Rama X décide de se confiner dans un hôtel de luxe à Garmisch-Partenkirchen en Allemagne avec un harem de 20 femmes,. Le hashtag "Why do we need a King?" (Pourquoi avons-nous besoin d'un roi ? ) a été vu 1,2 million de fois en 24 heures sur Twitter.

## Réfugié politique

### Coup d'État militaire et exil en France
Depuis le coup d'État militaire du 22 mai 2014, Somsak Jeamteerasakul est réfugié politique et vit en exil en France. Il s’est enfui après ne pas s’être présenté à la convocation du Conseil national pour la paix et le maintien de l'ordre, mis en place après le coup d’État par la junte militaire, pour « attaques violentes » et « crime de lèse-majesté ». Le gouvernement français lui accorde le statut de réfugié politique en 2015, à l’image d’autres acteurs tels l’homme d’affaires Nopporn Suppipat.
Après le coup d'État et la mise en place par la junte militaire du Conseil national de la paix et du maintien de l'ordre en 2014, Somsak Jeamteerasakul a été l'un des premiers universitaires à avoir été convoqués pour recevoir ce que l'armée appelait un « ajustement d'attitude ». Après avoir refusé de se conformer à la convocation, la junte militaire a délivré un mandat d'arrêt à l’encontre de Somsak Jeamteerasakul et a révoqué son passeport. Au cours de cette période, il s'est caché et a confirmé qu'il n'avait pas habité chez lui depuis l'attentat et la tentative d’assassinat à son encontre en février 2014,.  Il réapparaît sur les réseaux sociaux à nouveau en novembre 2014. Dans cette période, il déclare avoir séjourné dans divers lieux. Plus tard Somsak Jeamteerasakul confirmera qu’il s’était réfugié en France.  
Somsak Jeamteerasakul déclare dans un long entretien : 
"Une fois en France, j'étais confronté à un nouveau dilemme : écrire ou me taire. Beaucoup d'exilé ont fait le choix de se taire ; moi j'ai choisi d'écrire".

Il déclare aussi :
«Dans la situation où des individus, qui ont violé sévèrement la loi pour s’installer en tant que dirigeants du pays, visent à nuire à ma vie, à mon corps et à ma liberté, je considère que les droits et les devoirs d'un citoyen et d'un membre de la  communauté Thammasat est de désobéir, de s'opposer et de rejeter leurs efforts pour me mettre en prison et me faire du mal » .

### Crime de lèse-majesté
En 2014, la junte militaire thaïlandaise aurait déposé une autre plainte lèse-majesté contre Somsak. En réponse aux accusations de lèse-majesté de la junte militaire, Somsak a déclaré :
« Il est clair que je n'aurais jamais la possibilité d'être traité équitablement conformément aux lois. Par conséquent, j'ai le droit légitime de préserver ma vie, mon corps et ma liberté en refusant de permettre à la junte militaire, qui a commis l'acte de trahison de saisir le pouvoir, de m'arrêter et de me nuire sous l'excuse de lèse-majesté.».
En juillet 2015, la junte militaire thaïlandaise a fait une demande d'extradition pour Somsak Jeamteerasakul, ainsi que pour d’autres suspects accusés de crime de lèse-majesté vivant en France, dont Aum Neko et Jaran Dipatichai. C’est à cette date que le gouvernement Français a accordé le régime de réfugié politique à Somsak Jeamteerasakul et aux autres.
Par ailleurs, les soutiens de Somsak Jeamteerasakul sur les réseaux sociaux ont été convoqués et interrogés par la junte militaire. La Division thaïlandaise de la suppression de la criminalité technologique les a informés que le partage ou le fait d’« aimer » le contenu de Somsak Jeamteerasakul peut constituer un crime de lèse-majesté.
En mai 2017, la junte militaire a interdit, via les réseaux sociaux, toute communication avec 3 dissidents dont Somsak Jeamteerasakul. « Les autorités thaï ont plongé encore plus bas dans la limitation de la liberté d'expression », a estimé Josef Benedict, directeur adjoint d'Amnesty pour l'Asie du Sud-Est.